# Liste des électeurs infidèles
Au cours de leur histoire électorale, les États-Unis ont connu plus de cent cinquante cas d'électeurs infidèles : des membres du Collège électoral ayant voté d'une manière différente de celle dont ils étaient censés voter, qu'il s'agisse de donner leur voix à un autre candidat que celui arrivé en tête dans l'État qu'ils représentent, ou, plus rarement, de s'abstenir. L'infidélité d'un électeur n'a permis de modifier le résultat d'un scrutin qu'une seule fois : en 1836, le candidat à la vice-présidence Richard Mentor Johnson n'obtient pas le nombre de voix suffisant pour être élu à cause de vingt-trois électeurs infidèles. Johnson est néanmoins élu vice-président par le Sénat.
L'identité des électeurs infidèles n'est pas toujours connue.

## Liste des électeurs infidèles
| Année | Électeur(s)                                | Aurai(en)t dû voter pour                        | A (ont) voté pour                           | Remarques |
| ----- | ------------------------------------------ | ----------------------------------------------- | ------------------------------------------- | --- |
| 1796  | Samuel Miles (en) (Pennsylvanie)           | John Adams & Thomas Pinckney                    | Thomas Jefferson & Thomas Pinckney          | [ 2 ] |
| 1808  | 3 (New York)                               | James Madison & George Clinton                  | George Clinton & James Monroe               | [ 1 ] |
| 1812  | 2 (Massachusetts) + 1 (New Hampshire)      | DeWitt Clinton & Jared Ingersoll                | DeWitt Clinton & Elbridge Gerry             | [ 1 ] |
| 1820  | William Plumer (New Hampshire)             | James Monroe & Daniel D. Tompkins               | John Quincy Adams & Richard Rush            | La légende veut que Plumer ait refusé de voter pour Monroe parce qu'il estimait que seul George Washington était digne d'être élu à l'unanimité. Il aurait en réalité refusé d'élire Tompkins, dont l'absentéisme lui semble rédhibitoire pour un potentiel président du Sénat. |
| 1828  | 7 (Géorgie)                                | Andrew Jackson & John C. Calhoun                | Andrew Jackson & William Smith (en)         | [ 1 ] |
| 1832  | 2 (Maryland)                               | Henry Clay & John Sergeant (en)                 | —                                           | [ 1 ] |
| 1832  | 30 (Pennsylvanie)                          | Andrew Jackson & Martin Van Buren               | Andrew Jackson & William Wilkins            | Tous les grands électeurs de Pennsylvanie refusent de voter pour Van Buren. |
| 1836  | 23 (Virginie)                              | Martin Van Buren & Richard Mentor Johnson       | Martin Van Buren & William Smith            | Tous les grands électeurs de Virginie refusent de voter pour Johnson, à qui il manque un vote pour être élu. En vertu du Douzième amendement, c'est au Sénat que revient l'élection du vice-président (il choisit Johnson). |
| 1860  | 4 (New Jersey)                             | Stephen A. Douglas & Herschel Vespasian Johnson | Abraham Lincoln & Hannibal Hamlin           | |
| 1872  | 63                                         | Horace Greeley & Benjamin Gratz Brown           | plusieurs                                   | Horace Greeley meurt le 29 novembre 1872, après le suffrage populaire, mais avant que les grands électeurs aient pu voter. Trois électeurs de Greeley votent tout de même pour lui (leurs votes sont annulés par le Congrès), tandis que les 63 autres se dispersent entre plusieurs binômes. |
| 1892  | 1 (Dakota du Nord) + 3 (Oregon)            | Benjamin Harrison & Whitelaw Reid               | Grover Cleveland & Adlai Stevenson          | Alors que le Dakota du Nord et l'Oregon sont remportés par les Républicains, une partie de leurs grands électeurs vote démocrate… |
| 1892  | 1 (Dakota du Nord) + 1 (Oregon)            | Benjamin Harrison & Whitelaw Reid               | James B. Weaver & James G. Field (en)       | … ou populiste. |
| 1896  | 4                                          | William Jennings Bryan & Thomas Edward Watson   | William Jennings Bryan & Arthur Sewall      | Le Parti démocrate et le Parti populiste présentent le même candidat à la présidence, mais des candidats différents à la vice-présidence. Quatre grands électeurs qui représentaient des États remportés par le Parti populiste préfèrent voter pour le candidat démocrate Arthur Sewall. |
| 1912  | 4 (Utah) + 4 (Vermont)                     | William Howard Taft & James Sherman             | William Howard Taft & Nicholas Butler       | James Sherman meurt le 30 octobre 1912, moins d'une semaine avant l'élection, sans qu'un remplaçant soit officiellement nommé. Les grands électeurs des deux États où le Parti républicain est arrivé en tête s'accordent pour voter pour Nicholas Butler. |
| 1948  | Preston Parks (en) (Tennessee)             | Harry S. Truman & Alben Barkley                 | Strom Thurmond & Fielding Wright (en)       | Parks vote pour le ticket Dixiecrat. |
| 1956  | W. F. Turner (en) (Alabama)                | Adlai Stevenson & Estes Kefauver                | Walter Burgwyn Jones (en) & Herman Talmadge | [ 1 ] |
| 1960  | Henry D. Irwin (en) (Oklahoma)             | Richard Nixon & Henry Cabot Lodge Jr.           | Harry F. Byrd & Barry Goldwater             | [ 1 ] |
| 1968  | Lloyd W. Bailey (en) (Caroline du Nord)    | Richard Nixon & Spiro Agnew                     | George Wallace & Curtis LeMay               | Bailey vote pour le ticket indépendant. |
| 1972  | Roger MacBride (en) (Virginie)             | Richard Nixon & Spiro Agnew                     | John Hospers (en) & Theodora Nathan (en)    | MacBride vote pour le ticket libertarien. Theodora Nathan est la première femme à recevoir un vote du Collège électoral. |
| 1976  | Mike Padden (en) (Virginie)                | Gerald Ford & Bob Dole                          | Ronald Reagan & Bob Dole                    | Reagan avait perdu les primaires républicaines contre Ford. |
| 1988  | Margaret Leach (en) (Virginie-Occidentale) | Michael Dukakis & Lloyd Bentsen                 | Lloyd Bentsen & Michael Dukakis             | [ 4 ] |
| 2000  | Barbara Lett-Simmons (en) (D.C.)           | Al Gore & Joseph Lieberman                      | —                                           | Lett-Simmons s'abstient pour protester contre l'absence de représentation de Washington au Congrès. C'est la première abstention depuis 1872. |
| 2004  | 1 (Minnesota)                              | John Kerry & John Edwards                       | John Ewards [sic]                           | Ce vote, probablement accidentel, est attribué à John Edwards par le Collège électoral. |
| 2016  | 2 (Texas)                                  | Donald Trump & Mike Pence                       | plusieurs                                   | - Bill Greene vote pour Ron Paul et Mike Pence. - Christopher Suprun vote pour John Kasich et Carly Fiorina. |
| 2016  | 1 (Hawaï) + 4 (Washington)                 | Hillary Clinton & Tim Kaine                     | plusieurs                                   | - David Mulinix (Hawaï) vote pour Bernie Sanders et Elizabeth Warren. - Levi Guerra vote pour Colin Powell et Maria Cantwell. - Esther John vote pour Colin Powell et Susan Collins. - Peter Bret Chiafalo vote pour Colin Powell et Elizabeth Warren. - Robert Satiacum Jr. (en) vote pour Faith Spotted Eagle (la première Amérindienne à recevoir un vote du Collège électoral pour la présidence) et Winona LaDuke. |